# Andreas Weiß (Filmemacher)
Andreas Weiß (* 4. Januar 1968 in Wolfenbüttel) ist ein deutscher Filmemacher, Autor, Regisseur und Produzent.

## Leben
Seit seinem Coming-out im Jahr 1988 zeichnete Andreas Weiß für zahlreiche Produktionen als Produzent, Autor und Regisseur verantwortlich, in denen immer homosexuelle Themen eine besondere Präsenz hatten. Eine seiner bekanntesten Produktionen ist die 1995 gedrehte Drama-Serie Montagskinder. Diese und weitere seiner Serien wurden von Offenen Kanälen ausgestrahlt sowie in kommunalen Kinos und Vereinen als Videoaufführung gezeigt. In seinen Produktionen präsentiert Weiß schwule und lesbische Lebensweisen selbstverständlich, provokant und in geballter Form. Waren seine früheren Produktionen noch durch Einsatz von vorwiegend Laiendarstellern und einfacher Videotechnik (S-VHS) gekennzeichnet, so arbeitet er seit 2002 hauptsächlich mit Profi-Schauspielern und dreht auf Digital-Video.
Weiß hat mit verschiedenen Künstlern der Berliner Homosexuellen-Kleinkunstszene wie Biggy van Blond, Donato Plögert, Tima die Göttliche und Ovo Maltine zusammengearbeitet. Aufgrund seiner Tätigkeit als Regisseur und Produzent wird er im Lexikon der deutschen Soaps von Jovan Evermann, dem Still Photographer drei seiner Produktionen, genannt.
Andreas Weiß lebt und arbeitet seit 1990 in Berlin, seit 1992 im Ortsteil Prenzlauer Berg.
Am 2. Januar 2009 hat Andreas Weiß die gemeinnützige Stiftung SCHWULFERNSEHEN errichtet und alle seine bis dahin entstandenen filmischen Werke sowie die Nutzungsrechte daran in diese Stiftung eingebracht. Zweck der Stiftung ist die Pflege und der Erhalt dieser Werke sowie deren Zugänglichmachung für die Öffentlichkeit.

## Filmografie (Auswahl)
- 1988: Henrys Zimmer (Spielfilm)
- 1988–1989: Der achtundzwanzigste Herbst (Spielfilm)
- 1991–1993: Licht und Schatten (1. schwul-lesbische Drama-Serie Deutschlands, 61 Folgen à 30 min)
- 1994: Traumtänzer - Das Kulturbüro (Drama-Serie mit 27 Folgen à 30 min)
- 1994–1995: Hola Berlin (spanisch-sprachiges Kulturmagazin, 6 Ausgaben à 45 min)
- 1995: Montagskinder (Drama-Serie mit 55 Folgen à 25 min)
- 1996: DAVID - das schwule Fernseh-Magazin (6 Ausgaben à 30 min)
- 1997: Montagsgeschichten (schwule Drama-Serie mit 30 Folgen à 30 min)
- 1998: Von Mann zu Mann (1. schwule Erotik-Soap Deutschlands mit 12 Folgen à 30 min)
- 1999–2005: Berlin Bohème (Drama-Serie im Künstlermilieu mit 53 Episoden à 24 min)
- 2008: Sonntagsmänner (Schwule Erotik-Soap mit 20 Folgen à 30 min)